# Koe de Oshigoto!
Koe de Oshigoto! (こえでおしごと!   esp: Trabajo de voz!?) es un manga y OVA de Azure Konno. Trata sobre la historia de una chica que trabaja para una compañía de doblaje de eroges. El manga fue serializado por la editorial Wani Books y publicado en la revista Comic Gum desde el 25 de mayo de 2008. La primera adaptación del manga a OVA salió al mercado el 17 de noviembre de 2010, un segundo episodio de ésta adaptación se anunció para el 29 de abril de 2011, pero se aplazó al 11 de mayo de 2011 debido al terremoto de Tōhoku.

## Argumento

### Trama
Koe de Oshigoto! cuenta la historia de una chica llamada Kanna Aoyagi, que prometió a su hermana, Yayoi Aoyagi, convertirse en una actriz de doblaje de eroges en su cumpleaños nº 16. En un principio ella no estuvo de acuerdo, pero después pensó en todas las cosas que su hermana hizo por ella cuando era niña, y finalmente aceptó. Así la historia se embarca en las desventuras que atraviesa Kanna para convertirse en una buena actriz de doblaje de juegos para adultos el colmo es que esta chica tiene la inocencia de una niña pequeña lo cual le tendrá más de una mala experiencia.

## Personajes
Kanna Aoyagi (青柳 柑奈 Aoyagi Kanna?)
Seiyū: Sakurai Mako (OVA), Miku Nishino (CD Drama)
Es una estudiante del primer año del colegio Takashima Minami. En su cumpleaños nº 16, Yayoi, la hermana de Kanna, le preguntó si quería trabajar como actriz de doblaje después de la escuela. Una vez que llegó a la empresa, Kanna descubrió que se trataba de una compañía de eroges y que tendría que prestar su voz para un juego que están desarrollando. Es buena con los deportes y tiene una gran imaginación a tal punto de tener un orgasmo con sólo imaginarlo. Así intenta mantener su trabajo en secreto bajo el pseudónimo de Aoi Kanna.
Yayoi Aoyagi (青柳 弥生 Aoyagi Yayoi?)
Seiyū: Akeno Watanabe (OVA), Elena Kaibara (CD Drama)
Es la hermana mayor de Kanna, tiene 28 años y es la gerenta de la empresa eroge "Blue March", Yayoi siempre se preocupa de su hermana menor y le obsequia regalos en sus cumpleaños. Siempre habla directamente y no se avergüenza en absoluto de su trabajo con eroges.
Fumika Warasono (藁園 文花 Warasono Fumika?)
Seiyū: Ayano Ishikawa (OVA), Kizuna Aihara (CD Drama)
Es una estudiante universitaria y actriz de voz profesional de eroge. Kanna la ve como un modelo de actriz por la calidad de su voz, Fumika parece ser la única que simpatiza con la vergüenza de Kanna como actriz de voz para eroge. A pesar de que es una profesional como actriz de voz eroge, Fumika no tiene experiencia en la vida real. Utiliza el seudónimo de Warasono Honoka. 
Nagatoshi Hioki (日置 長俊 Hioki Nagatoshi?)
Seiyū: Susumu Chiba (OVA), Taro Wasshoi (CD Drama)
Es el guionista de la empresa eroge "Blue March". Él es un conocido de Yayoi y Kanna. Comenzó como alguien a quien le gustaba leer, pero después de leer algunos guiones eroge, comenzó a escribir él mismo. Kanna realmente lo respeta y lo trata como a un hermano mayor.
Natsumi Harie (針江 夏実 Harie Natsumi?)
Seiyū: Masami Suzuki (OVA), Misumi (CD Drama)
Es una de las empleadas a cargo de los gráficos. Le encantan los uniformes de colegiala (tanto así, que no pudo evitar abrazar a Kanna cuando la vio por primera vez). Ella es la mejor amiga de Fuyumi, conocida en la universidad.
Fuyumi Hirobe (弘部 冬実 Hirobe Fuyumi?)
Seiyū: Fumi Morisawa (OVA), Yamasaki Anzu (CD Drama)
Es la otra empleada a cargo de los gráficos. Es la mejor amiga de Natsumi y la que evita que acose a las demás personas. Al parecer, a ella le gusta el shota.
Hazuki Nouge (能家 葉月 Nouge Hazuki?)
Seiyū: Juri Nagatsuma (OVA), Nao Kamiya (CD Drama)
Es la mejor amiga de Kanna y Kotori. Gracias a su dialecto de kansai, entró a trabajar a Blue March como seiyuu, aunque también es buena dibujando. Es virgen. 
Kotori Makino (牧野 小鳥 Makino Kotori?)
Seiyū: Maina Shimagata (OVA), Mirai (CD Drama)
Es la mejor amiga de Kanna y Hazuki. Es virgen. También trabaja como seiyuu en Blue March, ya que parece una loli. Es gamer.
Motoki Kaizu (海津 元樹 Kaizu Motoki?)
Seiyū: Sayaka Hirao (OVA)
Compañero de clases de Kanna. Él sabía desde un principio que Kanna estaba en la industria del doblaje de eroges, ya que sus padres tienen una compañía de eroges. Está enamorado de Kanna, sólo que es muy tímido para confesarlo.
Shigekazu Sakanami (酒波 重一 Sakanami Shigekazu?)
Seiyū: Masaya Onosaka (OVA)
Es un seiyuu que trabaja para Blue March. Siempre está acosando sexualmente a Kanna y a Fumika con sus palabras, pero es un buen hombre. Utiliza el seudónimo de Unamami Shigekazu. Al parecer, está enamorado de Fumika.
Yukihira Yokoyama (横山 雪平 Yokoyama Yukihira?)
Seiyū: Takahiro Mizushima (OVA), Umekouji Pinpon (CD Drama)
Encargado del gráfico de los fondos. Después de salir de la universidad, se unió a Blue March. No es bueno haciendo personas.
Yasuhito Kaizu (海津 泰人 Kaizu Yasuhito?)
Seiyū: Takahiro Mizushima (OVA)
Es el padre de Motoki. Es el presidente de la compañía de eroges "Kaiser". Es amigo de Yayoi.
Ryuichi Funaki (船木 竜一 Funaki Ryuichi?)
Seiyū: Shinya Takahashi (OVA)
Ingeniero de audio que trabaja en Blue March. Se oponía a que Kanna fuera seiyuu de eroges, pero se desestimó.
Sanae Kaizu (海津 早苗 Kaizu Sanae?)
Madre de Motoki y vicepresidenta de la compañía Kaiser.

## Medios

### Manga
El Manga fue escrito e ilustrado por Azure Konno y publicado por Wani Books. Fue serializado en la revista Comic Gum, por primera vez en la edición julio de 2008, lanzada el 26 de mayo de 2008, y finalizando en la edición junio de 2013 el 26 de abril de 2013. Wani Books ha publicado 9 volúmenes compilados bajo la impronta de Gum Comics Plus entre el 23 de diciembre de 2008 y el 12 de diciembre de 2012, con el final previsto para el 25 de julio de 2013.

### Anime
Una adaptación al anime de dos episodios, titulada Koe de Oshigoto! The Animation (こえでおしごと! The ANIMATION?) y fue producida por el estudio de animación Gokumi. Fue dirigido por Naoto Hosoda, con guiones de Masashi Suzuki y diseño de personajes por Satoru Kiyomaru. Los dos episodios fueron lanzados en Blu-ray y DVD, el primero el 17 de noviembre de 2010 y el segundo el 11 de mayo de 2011, después de ser pospuesto en dos ocasiones. El anime ha sido licenciado por Media Blasters, que planea lanzarlo en vídeo con subtítulos en inglés.